# Янша, Антон
Антон Янша (словен. Anton Janša; 20 мая 1734, Брезница, Жировница — 13 сентября 1773, Вена) — пчеловод и художник словенского происхождения.
Большую часть жизни провел в Вене. Свои работы писал на немецком языке.
Родился в крестьянской семье в с. Брезнице. В 1766 году окончил Венскую академию изобразительных искусств как гравер. Однако с 1769 года активно занялся пчеловодством. Стал видным учителем пчеловодства и его новатором. Автор трудов по пчеловодству, заслуживших признание.
К дню рождения Антона Янши приурочен Всемирный день пчёл, отмечаемый по решению Генеральной Ассамблеи ООН ежегодно, начиная с 2018 года.